# 喜多工業団地
喜多工業団地（きたこうぎょうだんち）は、京都府舞鶴市が造成した工業団地。
天然の良港で、北海道小樽港の他にも中国の大連港や青島港、ロシア、韓国の釜山港などと定期航路をもつ舞鶴港に隣接する工業団地で、舞鶴市が木材会社の跡地の4.1ha・4区画を造成した。
同工業団地は舞鶴若狭自動車道や京都縦貫自動車道で京阪神地域や北陸地方と結ばれている事や、京都府や舞鶴市などによって優遇処置などを設け、また国によって電源地に指定されているため設備投資に補助金が出る点などを強調し、現在、積極的な企業誘致活動を行っている。
2005年（平成17年）2月25日には京都交通（日本交通）が進出、また2008年（平成20年）10月1日には精密プラスチック製造のベルテックス、2011年（平成23年）4月5日には船舶製品製造の和幸産業が進出を決めた。

## 概要
- 所在地：京都府舞鶴市喜多新宮1048
- 事業主体：舞鶴市土地開発公社
- 面積：総面積4.1ha／分譲用地2.4ha（3区画）
- 分譲価格：15,000円／m2以内

## 交通
- 舞鶴港（西港）に隣接
  - 中国コンテナ定期航路（週1便　大連 - 青島 - 舞鶴 - 青島 - 大連）
  - 韓国コンテナ定期航路（週3便　釜山 - 舞鶴－ 釜山）
  - 韓露貨客定期航路（週1便　ウラジオストク - 浦項 - 舞鶴 - 浦項）
  - ロシア定期航路（ナホトカ - 舞鶴 - ナホトカ）
- 国道175号
- 京都府道601号由良金ヶ岬上福井線
- JR舞鶴線・西舞鶴駅より約3km
- 京都丹後鉄道四所駅
- 舞鶴若狭自動車道舞鶴西インターチェンジより約8km

## 発着交通機関
- 京都交通
  - 神戸・三宮‐舞鶴線【高速バス】
  - 大阪なんば - 舞鶴線【高速バス】
  - 〜海の京都〜舞鶴赤れんがエクスプレス号【高速バス】
  - 大江線【路線バス】
- 舞鶴市内自主運行バス
  - 青井校区バス【路線バス】

## 進出企業
- 京都交通（日本交通）舞鶴営業所【運輸】
- ベルテックス舞鶴工場【医療用精密プラスチック】
- 和幸産業舞鶴工場【船舶製品】
- 松井アーキメタル舞鶴工場【金属加工】

## 教育施設
- 舞鶴工業高等専門学校（国立舞鶴高専）
- 京都府立西舞鶴高等学校
- 京都府立東舞鶴高等学校
- 私立日星高等学校
- 京都府立工業高等学校

## 職業訓練施設
- 近畿職業能力開発大学校附属京都職業能力開発短期大学校（ポリテクカレッジ京都）

## 近隣施設
- 舞鶴港
- 舞鶴21
- 京都北都信用金庫舞鶴港支店
- ニトリ舞鶴店
- ヤマダ電機テックランド舞鶴店
- アルペン舞鶴店
- 三ツ丸ストアー
- にしがき下福井店
- 舞鶴港とれとれセンター